# Age of Expansion
Age of Expansion je textová online tahová strategie, ve které se tři rasy v daleké budoucnosti utkávají o nadvládu nad planetou Zemí. Byla spuštěna v lednu 2004 a v dobách největšího zájmu ji hrálo až 4000 hráčů.[zdroj?]

## Celková charakteristika hry
Hráči si mohou vybrat mezi třemi odlišnými rasami - cizáky, brouky a lidmi. Celá hra je založena na turn-based principu, hráč dostává každý den omezený počet tahů. 
Hra je dělena na epizody, přičemž jedna epizoda trvá 30 dnů, ale určitých okolností se může délka epizody měnit. V Age of Expansion existuje osm typů epizod a na konci právě probíhající epizody si hráči formou ankety zvolí, co by chtěli hrát příště za epizodu.
Ve hře neexistují žádné aliance, a platí zde nepsané pravidlo, že aliancí by měla být pouze a jen vlastní rasa.

## Charakteristiky herních ras

### Lidé
Lidé se po invazi brouků a cizáků na Zemi nevzdávají a stále bojují o přežití. Vytvářejí lidské armády, do kterých rekrutují pouze muže od 15 let. Ve výcvikových táborech projdou tvrdým výcvikem, po kterém jsou schopni čelit svým nepřátelům. Lidští vědci, ačkoliv se cizáckým nemohou rovnat, nezůstali pozadu a vyzkoušeli nové metody klonování lidí, a také vymysleli způsob, jak zneužít cizácké houby k posílení vlastních vojáků.
Další účinnou zbraní lidské rasy, jsou atomové hlavice, které jsou vyráběny v atomových silech. Tyto zbraně jsou velmi efektivní, zejména proti primitivní rase brouků. Ovšem to se projeví až s postupem epizody a zpočátku čelí drsnému náporu.

### Brouci
Vyznávají heslo - „V jednoduchosti je síla“. Nejsou na vysoké technologické úrovní a nemají přílišnou inteligenci, zato však mají jiné přednosti. Příroda obdařila brouky vynikajícím způsobem rozmnožování, tudíž broučí armáda se velmi rychle rozrůstá a i velké ztráty na životech se dají lehce nahradit. Brouci mají nejlepší fyzické předpoklady ze všech ras. Jsou obrovští, ale i přes jejich mohutnost velmi mrštní a také neobyčejně silní. Svoje oběti půlí pomocí klepet a vhod jim přijdou i bodáky na zadní části trupu. Brouci se živí lidským masem, a proto často navštěvují lidské základny.

### Cizáci
Neznámu odkud a neznámo jak přišli cizáci. Nejvyspělejší a nejvíce inteligencí nadaná rasa se zvláštními telepatickými a psychokinetickými schopnostmi. O této rase se toho ví velmi málo a jen zlomky z informací o cizácké rase byly zjištěny pomocí průzkumu dobytých cizáckých základen. Jejich rasa je známá technologickými vymoženostmi a různými triky, jak oklamat lidské smysly. Cizáci taky vynalezli smrtící vir, který rozšiřují do oblastí výskytu svých nepřátel a sami na toto onemocnění také vynalezli protilék. Cizáci se živí houbami, jež produkují na svých farmách.

## Budovy
Každý hráč může postavit rozmanité druhy budov, jejichž stavbu zaplatí obchodním artiklem - esencí. Některé budovy mají rasy stejné, jen název je jiný, jiné budovy jsou specifické pro každou rasu.
Vedle základních typů budov jako stan (ubytování vojáků), rafinérie (těžba esence) či výcvikového tábora, zde nalezneme budovy jako zbrojovka, vědecké pracoviště, kde vědci vyvíjejí do budoucna aplikovatelné výzkumy, cizácký infektor nebo sluneční obelisk, se kterým se lze setkat ve stejnojmenné epizodě.

## Suroviny
Ve hře existuje několik typů surovin. Nejdůležitější a primární surovinou je všudypřítomná esence. Ta se těží pomocí rafinérií na podobném principu jako se těží ropa. Esence se používá jako obchodní surovina a s její pomocí si lze koupit budovy, výzkumy či vylepšení zbraní.
Další důležitou surovinou, kterou produkují výhradně cizáci jsou léky. Léky slouží k uzdravování nemocných vojáků, nakažených virem a je na hráči, zda je sežene cestou míru nebo cestou meče.
Cizáci jakožto výjimečná rasa, produkují i houby podobné hříbkům na farmách a následně se jimi živí. Lidé mohou houby využít jako drogu, s malým rizikem.
Lidské maso je surovina, kterou potřebují brouci ke své obživě a shánějí ji v lidských základnách.
Poslední surovinou je odpad, který pouze překáží a je třeba ho skladovat v kontejnerech, k tomuto účelu stvořených. Odpad přesahující objem skladovacích kontajnerů může šířit virus.

## Velitelé
Velitelé jsou jednotky s výjimečnými schopnostmi, kteří jsou nezbytní jak pro boj, tak i pro chod základny. Velitelé sami chodí do základny a jejich počet je omezen na tři. Mohou se učit bojovým, ekonomickým nebo logistickým schopnostem. Velitele také lze trénovat na vyšší úrovně, čímž se zkvalitní jejich dovednosti.

## Artefakty
Artefakty mají velmi neobyčejná jména a ještě neobyčejnější účinky. Nejběžnější artefakty jsou omni krystalky, které lze buď prodávat, anebo je odevzdávat na skladiště rasy, která tím získá výhodu. Jiné artefakty množí esenci, oživují mrtvé nebo přinášejí mír. 

## Města
Ve hře existují i opuštěná lidská města, která se objevují v průběhu hry a kdokoliv je může dobýt. Vlastnictví města opravňuje svého držitele k určitým výsadám, výhodám a bonusům oproti ostatním hráčům.

## Speciální postavy
Jsou to postavy, které mají ve hře specifickou funkci a každá postava má jinou úlohu. Některé postavy jsou ve hře každou epizodu, jiné se objeví pouze občas a další zas jen za určitých okolností.
Observer
Nejvyšší správce hry, který aktivně nezasahuje do bojů a nesmí se na něj útočit. Neví se kdo to přesně je a odkud pochází. Patrně přísluší k nějaké nadřazené cizácké entitě. Vždy spouští novou epizodu.
Mutant
Neškodný vůdce potulných mutantů. S jeho pomocí se udělují bobříci mlčení.
Guest
Tato postava slouží k tomu, aby se případní zájemci o hru, mohli hru vyzkoušet bez registrace.
Jokelyn Twrďák
Lidský ministr obrany, který organizuje odboj proti cizákům a broukům. Často provádí v lidských základnách namátkové a předem neohlášené kontroly, aby zjistil zda lidé neužívají cizácké houby jako drogy. Jestliže ano, může udělit pokutu, v opačném případě hráč dostane příspěvek na rozvoj základny.
Imoth
Cizácká kněžka, kterou cizáci uctívají jako svého nejvyššího boha. Jedincům kteří si ji obzvláště hodně nakloní může jako jejich patron výrazně pomoci.
Phor
Vrchní bůh brouků a insektu. Je to nejinteligentnější brouk, jenž řídí broučí pluky na planetě Zemi. Projevuje se zejména v epizodě Phorův dráp, kdy za něj hraje určený a zkušený hráč.

## Ovečky
Minihra v systému Age of Expansion. V této hře hráč posouvá bedny po herní ploše a snaží se chytit ovečku a dostat se do cíle. Pomocí této hříčky může získat esenci navíc.
Za určitých okolností jde počet oveček v aréně zvýšit.

## Vývoj hry
Hra se začala vyvíjet v prosinci roku 2001 a spolupracovali na ní lidé známí pod těmito přezdívkami - Avrix, Deftbery, Hadiak, Cabal, Zelgaris a 6e0r6e. Zahájení hry oznámil český tvůrčí tým „ColdFlyback“.
Hru momentálně vlastní a spravuje společnost Ufouni.cz. a jejich zástupce, ve hře známý pod jménem Observer.
Vlastní systém hry spravuje několik adminů a pomáhají jim v tom i moderátoři, kteří usměrňují diskuze na herních fórech.